# 名和顕忠
名和 顕忠（なわ あきただ、宝徳4年/享徳元年（1452年） - 没年不詳）は、室町時代から戦国時代にかけての武将。名和氏の第19代当主にして、宇土名和氏（名和系宇土氏）の初代。父は名和教長。兄は名和義興。幼名は幸松丸。子に名和重年、名和武顕。中世期における名和氏中興の祖。

## 生涯
顕忠が誕生した頃の名和氏は家中内紛の時期だった。18代義興が長禄3年（1459年）12月13日に弑逆されると、未だ幸松丸を名乗っていた顕忠は肥後国八代郡から退散し、球磨郡の相良氏の許へ、家老の内河式部少輔と共に一旦身を寄せる。この時相良氏は11代相良長続の時代だったが、この長続の援助によってようやく古麓城へ帰還し、寛正6年（1465年）に家督を継ぐ。この時顕忠は、その見返りとして同郡高田郷を相良氏へ割譲し、また相良為続の息女を室に迎えている。
しかし文明7年（1475年）8月、為続が薩摩国牛屎院に出兵すると、これに乗じた顕忠が一旦割譲した高田郷を攻撃した事で為続の「深重」な「遺恨」を買ってしまい、同8年（1476年）から居城たる古麓城へ繰り返し攻撃を受けるようになった。顕忠は連年にわたってこれを退けるが、同16年（1484年）3月7日、遂に落城の憂き目に遭う。
八代を逐われた顕忠は阿蘇氏の監督下に入るが、同年4月16日、赤隈の合戦に敗れた宇土為光が同じく阿蘇氏の監督下に入ると、両者の間に交流が育まれる。
明応2年（1493年）に肥後国守護職を継いだ菊池能運と為光との間に対立が生じ、為光方に与した為続が明応8年（1499年）3月、豊福の合戦において大敗したことで、顕忠は再び古麓城を奪還する。
文亀元年（1501年）、為光が3度謀叛を企て挙兵すると顕忠は為光に合力し、能運との間にも隙を生じてしまう。この事は、敗れた能運が宿敵だった相良長毎と結ぶ事で顕忠にはね返り、同3年（1503年）に為光を滅ぼした余勢を駆る能運・長毎連合軍に攻め寄せられ、10月27日古麓城下において大敗、翌永正元年（1504年）2月初旬、顕忠は古麓城を明け渡し八代から退去し、顕忠は再び阿蘇氏の監督下に置かれ、益城郡木原城へ移った。
だが同月15日に能運が急逝すると、宇土城の城代だった城為冬は同城を退去し本国へ戻る。これを受け顕忠は、為光の娘婿という立場もあって宇土城へ入り、ここに名和系宇土氏（宇土名和氏）の成立を見る。
同7年（1510年）9月、豊福城と小野の領有を巡り争っていた、菊池武経と阿蘇惟豊との間に成立していた和睦が、翌8年（1511年）の武経没落によって破れると、豊福城の帰属は曖昧になる。これを受けて顕忠は兵を出し、同じく同城の領有をはかった長毎の軍勢と4月24日に合戦しこれに勝利、豊福城を領有した。
しかし同13年（1516年）12月、3ヶ月半に及ぶ長毎勢との長期戦を経て、顕忠は遂に豊福城から撤退する。翌同14年（1517年）6月、相良氏との間に軍事同盟を締結し、相良氏との間に一応の政治的決着を見た。以後顕忠の名は史料にない。